# میلان (کاکئتا)
میلان (انگلیسی: Milán, Caquetá) نام شهری در کشور کلمبیا است.